# アントニオ・カッサーノ
アントニオ・カッサーノ（Antonio Cassano, 1982年7月12日 - ）は、イタリア・プッリャ州バーリ出身の元サッカー選手、現サッカー解説者。元イタリア代表。現役時代のポジションはフォワード。

## クラブ経歴

### バーリ
バーリの旧市街で育つ。幼いころに父親が家を出たため、母親の手で育てられ、生活は楽ではなかった。地元のクラブASバーリの下部組織を経て17歳でトップチームに昇格し、1999年12月11日のレッチェ戦でセリエAにデビュー。翌週のインテル戦で50メートルをドリブル突破してゴールを挙げ注目を集めた。2008年11月19日に発売された自叙伝では、1999年のインテル戦でのゴールが人生を変えたとし、もしこのゴールがなかったなら犯罪者になっていたであろうと述べている。複数のクラブの争奪戦の末、デビューから約1年半後の2001年7月1日、当時のセリエAチャンピオンであったASローマに2850万ユーロの移籍金で移籍した。

### ローマ
新天地のローマでは恩師となるファビオ・カペッロ監督と出会う。カペッロはカッサーノのよき保護者であろうと努め、何度も衝突があったにもかかわらず、カッサーノもカペッロを父親のように慕っていた。3年目の2003–04シーズンには33試合で14ゴールを挙げ、キャプテンのフランチェスコ・トッティと共にローマの攻撃の中心を担うまでに成長した。しかし、翌シーズンにカペッロがユヴェントスに移ると、混乱の中で相次いで就任した後任監督のルディ・フェラー、ルイジ・デルネーリらとの間で問題を抱え、一時はチームから外された。翌2005-06シーズンからはルチアーノ・スパレッティ監督がチームの指揮を執り、チーム状態も上向いたが、カッサーノはクラブ側と契約更新で揉め、このことでトッティとの関係が悪化したこともあり移籍の噂が絶えなかった。

### レアル・マドリード
2006年1月3日、スペインのレアル・マドリードに500万ユーロの移籍金で移籍した。加入直後は調整不足を露呈し満足な結果を残せず、マスコミから「マドリードはブラジルのブタ（ロナウド）だけでなくイタリアからもブタ（カッサーノ）を連れてきた」と酷評を受けた。翌2006年夏にローマ時代の恩師であるカペッロが新監督に就任すると、体重の問題を解消し調子を取り戻すことに成功。しかし、10月30日のジムナスティック・タラゴナ戦後、ロッカールームでカペッロ監督を侮辱する言動をしたことでトップチームの練習への参加禁止処分を受けた。クラブからは半ば戦力外の扱いを受け、2007年の冬の移籍市場での移籍が検討されたが結局は残留し、ピッチの外からチームのリーグ優勝を見守った。

### サンプドリア

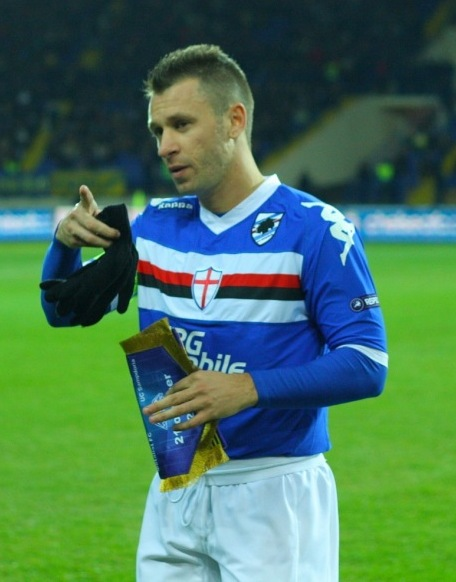
サンプドリアでゲームキャプテンを務めるカッサーノ

2007年8月13日、サンプドリアに買い取りオプション付きの1年のレンタル移籍で移籍した。母国復帰にもイタリアのファンやメディアの反応は冷ややかだったが、ワルテル・マッツァーリ監督から全幅の信頼を与えられたことで復活。10得点6アシストの活躍でチームの上位進出に貢献した。
2008年5月30日、サンプドリアへ5年契約で完全移籍。同時にアンジェロ・パロンボに次ぐ副キャプテンに就任した。2009年1月にジャンパオロ・パッツィーニが移籍してくると、抜群のコンビネーションを発揮しアシストを量産。往年のジャンルカ・ヴィアリとロベルト・マンチーニのコンビを彷彿とさせると讃えられた。2010年1月31日にフィオレンティーナへの移籍が決まりかけていたが、パロンボやパッツィーニの説得を受け残留した。ところが、10月30日にリカルド・ガッローネ会長と口論したことでクラブから謹慎処分を受け、謝罪も拒否したことからクラブから契約解除が通達された。結果的にリーグ仲裁委員会の裁決で契約解除は認められなかったものの、チームを追われることになった。

### ミラン
2010年12月21日、ACミランと3年半契約を結ぶ。移籍金は500万ユーロ。2011年1月8日のカリアリ戦で初出場すると、17試合で4得点を記録し、チームは7シーズンぶりのスクデットを獲得。しかし、同じフォワードのズラタン・イブラヒモビッチ、アレシャンドレ・パト、ロビーニョらと比べ出場時間は限られ、シーズン終了後には移籍も噂された。
10月29日の古巣ローマ戦後に体調不良を訴え緊急入院。診察の結果、左右の心房を隔てる隔壁に卵円孔が開いている先天性の心臓疾患であることがわかり、手術を受けることになった。術後の経過は順調で約半年後の2012年4月2日に練習復帰が許可された。4月7日のフィオレンティーナ戦で復帰すると、4月29日のシエナ戦でゴールを決めた。シーズン終了直後のインタビューではミランへの感謝と愛着を語ったが、2012-13シーズン開幕前に相次いで主力選手が放出されたことに不信感を抱き、一転して移籍を希望した。

### インテル
2012年8月22日、インテルへ完全移籍し2年契約を結んだ。サンプドリア時代に同僚だったジャンパオロ・パッツィーニとの交換トレードで、加えてミランからインテルへ移籍金700万ユーロが支払われた。ミラン時代と同様に攻撃をリードしたが2013年明け以降の失速とともに負傷者が増加し、自身も2013年4月7日のアタランタBC戦でハムストリングを痛めそのままシーズンを終えた。

### パルマ
2013年7月3日、イシャク・ベルフォディル獲得の取引の一部でパルマFCへ完全移籍。2013-14シーズンはリーグ戦34試合で12ゴール8アシストでチームの6位フィニッシュ、UEFAヨーロッパリーグ出場権獲得に大きく貢献した。
2014年9月21日のセリエA第3節のACキエーヴォ・ヴェローナ戦で決めた2得点を、心臓の不整脈が見つかり戦線を離れたチームメートのジョナタン・ビアビアニーに捧げた。
2015年1月26日、パルマの財政難による給料未払いのため契約解除し、退団した。

### サンプドリア
それから半年間の無所属を経て2015年8月9日、逝去したガッローネの後任であるマッシモ・フェレーロ会長の希望もあり、古巣サンプドリアに約5年ぶりに復帰を果たした。契約期間は2年間。ただし前回の退団に繋がったカッサーノの問題行動を鑑みて今後、カッサーノが問題行動を起こした場合、クラブ側に契約解除条項があると報じられた。復帰時に更生を誓っていたカッサーノだが、2016年5月8日の第37節のジェノア戦の敗戦後に会長の側近であるクラブ役員と激しく口論したと報じられ、クラブ側からの契約解除も報じられた。シーズン終了後の6月にサンプドリアは契約解除を通告したが、カッサーノはこれを拒否して残留を強行したため、クラブはトップチームから追放してプリマヴェーラ行きを命じた。2016年夏にクラブ側は国内外のクラブから届いたオファーをカッサーノに受け入れるよう勧めたが、これもカッサーノが拒否したため、クラブに2016-17シーズンの選手登録も外され、施設の使用も制限されるなど戦力外とされた。
2017年1月25日、契約が残り半年になったこともあり、カッサーノ側が態度を軟化してクラブとの契約解消に応じたことから、両者合意のうえで契約解消したことが発表された。

### エラス・ヴェローナ
サンプドリアを退団後、約半年間は無所属の状態が続いていた。2017年7月10日、エラス・ヴェローナと1年契約を結んだ。しかし単身赴任によるホームシックやモチベーションの低下を理由に18日にヴェローナ退団と現役引退を発表した。その時はクラブ関係者の説得で一度は撤回したが、同月24日に改めて退団および現役引退を表明した。ヴェローナのマウリツィオ・セッティ会長もカッサーノの情緒不安定ぶりに困惑していたが、両者の話し合いの末、27日に契約解消に合意したことを発表した。なお合意内容にはカッサーノがセリエA、もしくはセリエBのクラブに加入した場合は違約金が発生するとの取り決めがあると報じられた。
騒動から半年経った2018年1月13日、カッサーノ自身が現役復帰の用意があること明かした。

### 三度目の現役引退
2018年8月にはカッサーノ本人は自宅のあるジェノヴァ近郊のクラブへの加入を熱望するコメントをしており、翌9月にはイタリアサッカー連盟主催のスポーツディレクター講習会への参加が報じられたが、カッサーノは欠席する意向を明かした。同年10月6日、セリエCに所属するジェノヴァ近郊のクラブ、ヴィルトゥス・エンテッラがカッサーノが練習生として練習に参加することを発表した（正式契約ではないことも合わせて発表）。しかし10月13日、知人の記者ピエルルイージ・パルドを通じて三度目となる現役引退を表明、カッサーノ本人は、数日間の練習を経て練習を続けていくだけのモチベーションがないと実感したことを理由としている。
現役引退後は、スポーツディレクターライセンスを取得しつつ、サッカー解説者として活動。歯に衣着せぬコメントから”イタリアサッカー界のご意見番”として好評を博している。

## 代表経歴

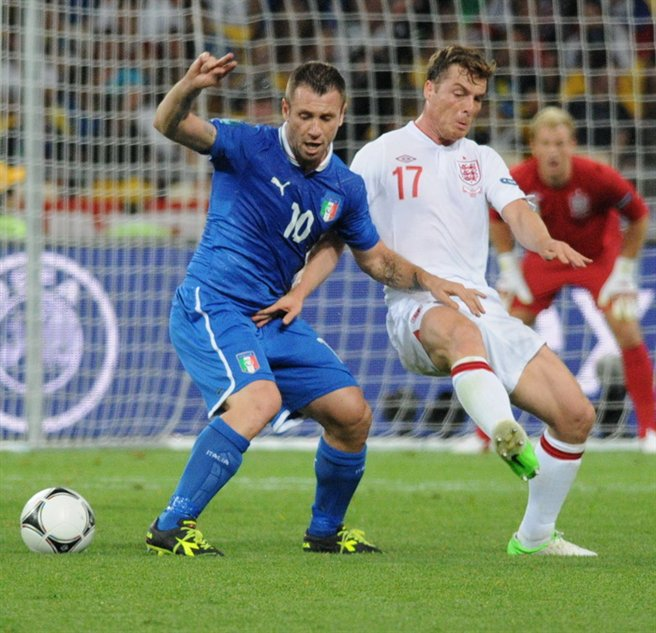
スコット・パーカー（右）と競り合うカッサーノ（2012年6月25日、イングランド戦）

2003年11月のポーランド戦でイタリア代表デビューを果たし、いきなり代表初ゴールを決めた。翌年のEURO2004では、フランチェスコ・トッティ（デンマーク戦でクリスティアン・ポウルセンに唾を吐いて出場停止となっていた）に代わって先発出場したスウェーデン戦で同点ゴール、さらにブルガリア戦で逆転ゴールを決めたが、イタリアは総得点の差でグループリーグで敗退。カッサーノはピッチ上で涙を流した。
2004年に就任したマルチェロ・リッピとは反りがあわず、2006年W杯のメンバーから外れた。2006年にロベルト・ドナドーニが新監督になると約1年ぶりに代表に招集され、EURO2008にも出場。本大会の練習中にジョルジョ・キエッリーニと喧嘩したことが報じられ、チームも準々決勝で敗退した。
EURO2008終了後にマルチェロ・リッピが監督に復帰すると、再び代表から遠ざかり、2010年W杯にも招集されなかった。しかし、2010年にチェーザレ・プランデッリが監督に就任すると、新体制の初戦となるコートジボワールとの親善試合に招集され、スタメン出場。EURO2012の予選では背番号10を与えられ、予選10試合で6ゴールを挙げる活躍でチームを本大会に導いた。2011年8月10日のスペインとの親善試合では故郷バーリでの開催ということで、ジャンルイジ・ブッフォンからキャプテンマークを譲られ初めてキャプテンとしてプレーした。
EURO2012の本大会では6試合すべてに先発出場し1ゴール1アシストを記録。グループステージ突破のかかったアイルランド戦では決勝点を挙げ、準決勝のドイツ戦ではマリオ・バロテッリの先制点をアシストするなど、イタリアの準優勝に貢献した。一方で大会終了後、会見中に同性愛者への差別発言があったとしてUEFAから1万5000ユーロの罰金処分を受けた。

## プレースタイル
Il Gioiello di Bari Vecchia（バーリ旧市街の宝石）と称されるファンタジスタ。ボールを持つと技術と知性を発揮し、素晴らしい視野の広さとゴールへの意識を併せ持つ。本人は「ゴールよりアシストが好きだ」とし、チームメイトの長友佑都へのアドバイスの中で「ギリギリまで味方を見て、パスの出しどころがなければシュートを打つ」という旨を語っている。

## 人物
- 短気な性格から監督やチーム関係者ともめることが多く、しばしば問題児と呼ばれる。イタリアでは彼の問題行動を表す「カッサナータ (Cassanata)」という新語も生まれた[55][56]。
- 2008年に8歳年下の水球選手カロリーナ・マルチャリスとの婚約を発表し、2010年6月19日にポルトフィーノで結婚式を挙げた[57]。翌年春には長男が、2013年3月には次男が誕生した[58]。
- カロリーナ夫人との交際を始めてから素行に改善が見られるようになり、本人も彼女の存在が「落ち着きとバランス」を与えてくれたと述べている[59]。
- 2009年のインタビューで、カッサーノはファビオ・カペッロ監督に対しかつての自身の振る舞いを謝罪した[60]。カペッロもこれを受け入れカッサーノの再生を喜ぶと同時に、カロリーナ夫人がカッサーノに与えた影響の大きさを指摘している[61]。
- 2017年のインタビューで、人生最大の後悔について問われたカッサーノは、トッティの慰留を拒絶してレアル・マドリードに移籍したことと語った[62]。
- バーリ時代の2000年4月16日のレッチェ戦に始まり、ローマ時代は2003年3月8日、2005年1月6日のラツィオとのローマダービー、レアル時代は2006年3月4日のアトレティコとのマドリードダービー、サンプドリアでは2010年4月11日のジェノアとのジェノヴァダービー、2011年4月3日のACミランとインテルとのミラノダービーと、所属した5つのチームにおいてダービーマッチで得点を挙げている[63]。
- 現役時代にサンプドリアで指導を仰いだワルテル・マッツァーリはカッサーノからすれば大変なおしゃべりであったようであり、引退後にカッサーノ本人は「2時間、3時間、4時間と休みなくしゃべりつづけるからね」と振り返っていた。話の長さに辟易していたカッサーノは現役時代に何度も仮病を使って長話に付き合うことを避けたという[64]。

## 個人成績
2017年1月25日時点
| クラブ             | シーズン  | リーグ | リーグ | リーグ   | カップ | カップ | カップ   | 国際大会 | 国際大会 | 国際大会 | 合計 | 合計 | 合計     |
| クラブ             | シーズン  | 出場   | 得点   | アシスト | 出場   | 得点   | アシスト | 出場     | 得点     | アシスト | 出場 | 得点 | アシスト |
| ------------------ | --------- | ------ | ------ | -------- | ------ | ------ | -------- | -------- | -------- | -------- | ---- | ---- | -------- |
| バーリ             | 1999-2000 | 21     | 3      | 0        | -      | -      | -        | -        | -        | -        | 21   | 3    | 0        |
| バーリ             | 2000-01   | 27     | 3      | 2        | 2      | 0      | 0        | -        | -        | -        | 29   | 3    | 2        |
| バーリ             | 通算      | 48     | 6      | 2        | 2      | 0      | 0        | -        | -        | -        | 50   | 6    | 2        |
| ローマ             | 2001-02   | 22     | 5      | 0        | 3      | 1      | 0        | 5        | 0        | 0        | 30   | 6    | 0        |
| ローマ             | 2002-03   | 27     | 9      | 2        | 5      | 1      | 0        | 11       | 4        | 1        | 43   | 14   | 3        |
| ローマ             | 2003-04   | 33     | 14     | 4        | -      | -      | -        | 6        | 4        | 0        | 39   | 18   | 4        |
| ローマ             | 2004-05   | 31     | 9      | 1        | 8      | 1      | 0        | 3        | 1        | 0        | 42   | 11   | 1        |
| ローマ             | 2005-06   | 5      | 2      | 1        | -      | -      | -        | 2        | 1        | 1        | 7    | 3    | 2        |
| ローマ             | 通算      | 118    | 39     | 8        | 16     | 3      | 0        | 27       | 10       | 2        | 161  | 52   | 10       |
| レアル・マドリード | 2005-06   | 12     | 1      | 1        | 4      | 1      | 0        | 1        | 0        | 0        | 17   | 2    | 1        |
| レアル・マドリード | 2006-07   | 7      | 1      | 2        | 1      | 1      | 0        | 4        | 0        | 0        | 12   | 2    | 2        |
| レアル・マドリード | 通算      | 19     | 2      | 3        | 5      | 2      | 0        | 5        | 0        | 0        | 29   | 4    | 3        |
| サンプドリア       | 2007-08   | 22     | 10     | 6        | 2      | 0      | 0        | 1        | 0        | 0        | 25   | 10   | 6        |
| サンプドリア       | 2008-09   | 35     | 12     | 15       | 4      | 1      | 0        | 6        | 2        | 3        | 45   | 15   | 18       |
| サンプドリア       | 2009-10   | 32     | 9      | 10       | 1      | 2      | 0        | -        | -        | -        | 33   | 11   | 10       |
| サンプドリア       | 2010-11   | 7      | 4      | 2        | -      | -      | -        | 3        | 1        | 2        | 10   | 5    | 4        |
| サンプドリア       | 通算      | 96     | 35     | 33       | 7      | 3      | 0        | 10       | 3        | 5        | 113  | 41   | 38       |
| ミラン             | 2010-11   | 17     | 4      | 6        | 4      | 0      | 0        | -        | -        | -        | 21   | 4    | 6        |
| ミラン             | 2011-12   | 16     | 3      | 10       | 0      | 0      | 0        | 3        | 1        | 0        | 19   | 4    | 10       |
| ミラン             | 通算      | 33     | 7      | 16       | 4      | 0      | 0        | 3        | 1        | 0        | 40   | 8    | 16       |
| インテル           | 2012-13   | 28     | 8      | 9        | 2      | 1      | 2        | 9        | 1        | 4        | 39   | 10   | 15       |
| インテル           | 通算      | 28     | 8      | 9        | 2      | 1      | 2        | 9        | 1        | 4        | 39   | 10   | 15       |
| パルマ             | 2013-14   | 34     | 12     | 8        | 2      | 1      | 0        | -        | -        | -        | 36   | 13   | 8        |
| パルマ             | 2014-15   | 19     | 5      | 2        | 1      | 0      | 0        | -        | -        | -        | 20   | 5    | 2        |
| パルマ             | 通算      | 53     | 17     | 10       | 3      | 1      | 0        | -        | -        | -        | 56   | 18   | 10       |
| サンプドリア       | 2015-16   | 24     | 2      | 5        | 1      | 0      | 0        | -        | -        | -        | 25   | 2    | 5        |
| サンプドリア       | 2016-17   | 0      | 0      | 0        | 0      | 0      | 0        | -        | -        | -        | 0    | 0    | 0        |
| サンプドリア       | 通算      | 24     | 2      | 5        | 1      | 0      | 0        | -        | -        | -        | 25   | 2    | 5        |
| 通算               | 通算      | 419    | 115    | 86       | 40     | 10     | 2        | 56       | 15       | 11       | 514  | 141  | 109      |

## 代表歴

### 出場大会
- イタリア代表
  - 2014 FIFAワールドカップ

### 試合数
- 国際Aマッチ 39試合 10得点（2003年-2014年）[65]

| イタリア代表 | 国際Aマッチ | 国際Aマッチ |
| 年           | 出場        | 得点        |
| ------------ | ----------- | ----------- |
| 2003         | 2           | 1           |
| 2004         | 4           | 2           |
| 2005         | 2           | 0           |
| 2006         | 2           | 0           |
| 2007         | 0           | 0           |
| 2008         | 5           | 0           |
| 2009         | 0           | 0           |
| 2010         | 5           | 2           |
| 2011         | 8           | 4           |
| 2012         | 7           | 1           |
| 2013         | 0           | 0           |
| 2014         | 4           | 0           |
| 通算         | 39          | 10          |

### 得点
| #  | 開催年月日     | 開催地       | 対戦国         | 結果 | 試合概要           |
| -- | -------------- | ------------ | -------------- | ---- | ------------------ |
| 1  | 2003年11月12日 | ワルシャワ   | ポーランド     | 3–1  | 国際親善試合       |
| 2  | 2004年6月18日  | リスボン     | スウェーデン   | 1–1  | UEFA EURO 2004     |
| 3  | 2004年6月22日  | ギマランイス | ブルガリア     | 2–1  | UEFA EURO 2004     |
| 4  | 2010年9月3日   | タリン       | エストニア     | 1–2  | UEFA EURO 2012予選 |
| 5  | 2010年9月7日   | フィレンツェ | フェロー諸島   | 5–0  | UEFA EURO 2012予選 |
| 6  | 2011年6月3日   | モデナ       | エストニア     | 3–0  | UEFA EURO 2012予選 |
| 7  | 2011年9月2日   | トースハウン | フェロー諸島   | 1–0  | UEFA EURO 2012予選 |
| 8  | 2011年10月11日 | ペスカーラ   | 北アイルランド | 3–0  | UEFA EURO 2012予選 |
| 9  | 2011年10月11日 | ペスカーラ   | 北アイルランド | 3–0  | UEFA EURO 2012予選 |
| 10 | 2012年6月18日  | グダニスク   | アイルランド   | 2–0  | UEFA EURO 2012     |